# Grand Prix Formule 1 van Duitsland 1985
De Grand Prix Formule 1 van Duitsland 1985 werd verreden op 4 augustus op de Nürburgring. Dit was de eerste Grand Prix op het splinternieuwe circuit. Het was de negende race van het seizoen.

## Uitslag
| Positie | Nummer | Rijder             | Team                   | Ronden | Tijd/Opgave     | Startplaats | Punten |
| ------- | ------ | ------------------ | ---------------------- | ------ | --------------- | ----------- | ------ |
| 1       | 27     | Michele Alboreto   | Ferrari                | 67     | 1:35:31.337     | 8           | 9      |
| 2       | 2      | Alain Prost        | McLaren-TAG            | 67     | + 11.661        | 3           | 6      |
| 3       | 26     | Jacques Laffite    | Ligier-Renault         | 67     | + 51.154        | 13          | 4      |
| 4       | 18     | Thierry Boutsen    | Arrows-BMW             | 67     | + 55.279        | 15          | 3      |
| 5       | 1      | Niki Lauda         | McLaren-TAG            | 67     | + 1:13.972      | 12          | 2      |
| 6       | 5      | Nigel Mansell      | Williams-Honda         | 67     | + 1:16.820      | 10          | 1      |
| 7       | 17     | Gerhard Berger     | Arrows-BMW             | 66     | + 1 Ronde       | 17          |        |
| 8       | 3      | Stefan Bellof      | Tyrrell-Renault        | 66     | + 1 Ronde       | 19          |        |
| 9       | 28     | Stefan Johansson   | Ferrari                | 66     | + 1 Ronde       | 2           |        |
| 10      | 4      | Martin Brundle     | Tyrrell-Ford           | 63     | + 4 Rondes      | 26          |        |
| 11      | 29     | Pierluigi Martini  | Minardi-Motori Moderni | 62     | Motor           | 27          |        |
| 12      | 6      | Keke Rosberg       | Williams-Honda         | 61     | Remmen          | 4           |        |
| DNF     | 23     | Eddie Cheever      | Alfa Romeo             | 45     | Turbo           | 18          |        |
| DNF     | 11     | Elio de Angelis    | Lotus-Renault          | 40     | Motor           | 7           |        |
| DNF     | 24     | Huub Rothengatter  | Osella-Alfa Romeo      | 32     | Versnellingsbak | 25          |        |
| DNF     | 19     | Teo Fabi           | Toleman-Hart           | 29     | Koppeling       | 1           |        |
| DNF     | 12     | Ayrton Senna       | Lotus-Renault          | 27     | Transmissie     | 5           |        |
| DNF     | 16     | Derek Warwick      | Renault                | 25     | Ontsteking      | 20          |        |
| DNF     | 7      | Nelson Piquet      | Brabham-BMW            | 23     | Turbo           | 6           |        |
| DNF     | 15     | Patrick Tambay     | Renault                | 19     | Spin            | 16          |        |
| DNF     | 8      | Marc Surer         | Brabham-BMW            | 15     | Motor           | 11          |        |
| DNF     | 9      | Manfred Winkelhock | RAM-Hart               | 8      | Motor           | 22          |        |
| DNF     | 22     | Riccardo Patrese   | Alfa Romeo             | 8      | Versnellingsbak | 9           |        |
| DNF     | 14     | Francois Hesnault  | Renault                | 8      | Koppeling       | 23          |        |
| DNF     | 10     | Philippe Alliot    | RAM-Hart               | 8      | Oliedruk        | 21          |        |
| DNF     | 30     | Jonathan Palmer    | Zakspeed               | 7      | Alternator      | 24          |        |
| DNF     | 25     | Andrea de Cesaris  | Ligier-Renault         | 0      | Botsing         | 14          |        |

## Wetenswaardigheden
- Er werd voor het eerst een onboard camera gebruikt door François Hesnault.

## Statistieken
| Pole-position | Teo Fabi   | Toleman-Hart | 1:17.429 |
| Snelste ronde | Niki Lauda | McLaren-TAG  | 1:22.806 |

## Noot
- Eerste pole position voor Teo Fabi.
- Vijfde Grand Prix-winst voor Michele Alboreto.

1931 · 1932 · 1934 · 1935 · 1936 · 1937 · 1938 · 1939 · 1951 · 1952 · 1953 · 1954 · 1956 · 1957 · 1958 · 1959 · 1961 · 1962 · 1963 · 1964 · 1965 · 1966 · 1967 · 1968 · 1969 · 1970 · 1971 · 1972 · 1973 · 1974 · 1975 · 1976 · 1977 · 1978 · 1979 · 1980 · 1981 · 1982 · 1983 · 1984 · 1985 · 1986 · 1987 · 1988 · 1989 · 1990 · 1991 · 1992 · 1993 · 1994 · 1995 · 1996 · 1997 · 1998 · 1999 · 2000 · 2001 · 2002 · 2003 · 2004 · 2005 · 2006 · 2008 · 2009 · 2010 · 2011 · 2012 · 2013 · 2014 · 2016 · 2018 · 2019